# Coracina longicauda
El oruguero encapuchado (Coracina longicauda) es una especie de ave paseriforme en la familia Campephagidae.

## Distribución y hábitat
Se lo encuentra en Indonesia y Papúa Nueva Guinea. Su hábitat natural son los bosques montanos húmedos subtropicales o tropicales.